# Casas Bajas
Casas Bajas település Spanyolországban, Valencia tartományban. Casas Bajas Casas Altas, Vallanca, Santa Cruz de Moya és Moya községekkel határos. Lakosainak száma 167 fő (2024).

## Népesség
A település népessége az utóbbi években az alábbiak szerint változott:
| Lakosok száma | 282  | 243  | 244  | 235  | 221  | 195  | 172  | 164  | 171  | 167  |
|               | 2001 | 2004 | 2007 | 2009 | 2012 | 2014 | 2017 | 2019 | 2022 | 2024 |